# استفن اشنایدر
استفن اشنایدر (انگلیسی: Steffen Schneider؛ زادهٔ ۹ ژوئن ۱۹۸۸) بازیکن فوتبال اهل آلمان است.
از باشگاه‌هایی که در آن بازی کرده‌است می‌توان به باشگاه فوتبال اینگولشتات ۰۴ و باشگاه فوتبال وی‌اف‌آر آلن اشاره کرد.